# Rafael Mineiro
Rafael Ferreira de Souza, mais conhecido como Mineiro (Uberaba, 3 de junho de 1988) é um jogador de basquetebol brasileiro
Em sua última temporada no NBB, Mineiro jogou pelo Limeira , também já teve passagens pela Seleção Brasileira de Basquetebol.  Em 2015, o jogador acertou sua ida para o Flamengo

## Pinheiros
Rafael Mineiro chegou no Pinheiros em 2011 porem sem espaço entre os bons pivôs do time do Pinheiros foi reserva jogando cerca de quatorze minutos por jogo. Rafael só ganhou espaço na temporada seguinte quando Olivinha foi para o Flamengo e os jogadores Morro e Bruno Fiorotto ficaram lesionados, a partir dai tomou conta da posição sendo uma das princpais peças do time.
Em 2013, Rafael Mineiro ao lado de Shamell, Márcio Dornelles, Joe Smith, e Paulinho Boracini, Pinheiros levou a FIBA Americas League título. Foi a primeira vez que ele jogou o Final Four do torneio. Shamell foi nomeado o MVP da Final Four e Mineiro foi o jogador com mais rebotes na League.   O contrato de Rafael Mineiro com o Pinheiros se encerrou em 2014, ficando livre para assinar com outra equipe.

## Limeira e Seleção Brasileira
Disputou o NBB 2014-15 pela equipe de Limeira, terminando em segundo lugar na temporada regular, sendo eliminado na semi-final pelo futuro campeão Flamengo. A boa fase na equipe paulista o levou para a seleção brasileira, que disputou os Jogos Pan-Americanos de 2015, conquistando a medalha de ouro. 

## Flamengo
Em 2015, foi emprestado ao time de Bauru para a disputa da Copa Intercontinental de Basquete de 2015 e amistosos contra equipes da NBA e com o fim da equipe de Limeira por problemas financeiros, acertou com a equipe do Flamengo para a temporada 2015-16.

## Estatísticas

### Temporada regular do NBB
| Ano               | Equipe            | PJ  | MPJ  | FG%  | 3P%  | LL%  | RT  | AS  | BR  | TO  | PPJ  |
| ----------------- | ----------------- | --- | ---- | ---- | ---- | ---- | --- | --- | --- | --- | ---- |
| 2008–09           | Paulistano        | 21  | 24.6 | .550 | .214 | .685 | 5.3 | .6  | .7  | .8  | 11.2 |
| 2009–10           | São José          | 10  | 22.5 | .594 | .143 | .562 | 4.8 | .8  | 1.2 | .1  | 11.1 |
| 2010–11           | São José          | 21  | 24.3 | .464 | .256 | .667 | 4.0 | 1.3 | .9  | .5  | 8.2  |
| 2011–12           | Pinheiros         | 28  | 14.0 | .578 | .187 | .600 | 2.3 | .5  | .7  | .7  | 5.5  |
| 2012–13           | Pinheiros         | 33  | 32.6 | .522 | .358 | .704 | 5.1 | 1.3 | .7  | .7  | 13.9 |
| 2013–14           | Pinheiros         | 29  | 30.7 | .499 | .361 | .616 | 5.1 | 1.7 | .8  | 1.0 | 12.4 |
| 2014–15           | Limeira           | 25  | 27.7 | .552 | .292 | .697 | 4.9 | 1.6 | .6  | .7  | 10.6 |
| 2015–16           | Flamengo          | 28  | 21.8 | .493 | .353 | .673 | 3.9 | 1.1 | .4  | .6  | 8.0  |
| Carreira          | Carreira          | 195 | 24.8 | .523 | .325 | .664 | 4.4 | 1.1 | .7  | .6  | 10.2 |
| Jogo das Estrelas | Jogo das Estrelas | 3   | –    | –    | –    | –    | –   | –   | –   | –   | –    |

### Playoffs do NBB
| Ano      | Equipe    | PJ | MPJ  | FG%  | 3P%  | LL%  | RT  | AS  | BR  | TO  | PPJ  |
| -------- | --------- | -- | ---- | ---- | ---- | ---- | --- | --- | --- | --- | ---- |
| 2010     | São José  | 7  | 25.7 | .543 | .0   | .630 | 4.4 | 1.6 | 1.3 | .6  | 8.1  |
| 2011     | São José  | 8  | 25.2 | .463 | .400 | .600 | 5.3 | 1.1 | 1.0 | .6  | 7.9  |
| Total    | São José  | 15 | 25.4 | .498 | .316 | .619 | 4.9 | 1.3 | 1.1 | .6  | 8.0  |
| 2012     | Pinheiros | 7  | 13.6 | .524 | .286 | .625 | 2.1 | 0.7 | .1  | .4  | 4.7  |
| 2013     | Pinheiros | 10 | 30.2 | .445 | .259 | .714 | 3.8 | 1.4 | .5  | .7  | 9.8  |
| 2014     | Pinheiros | 4  | 34.0 | .378 | .211 | .500 | 5.3 | 1.8 | .8  | 1.0 | 12.0 |
| Carreira |           | 36 | 25.7 | .459 | .264 | .634 | 4.2 | 1.3 | .7  | .7  | 8.3  |

## Honras
- Melhor jogador sub-21 NBB: 2009.
- Campeão do Torneio de enterradas do Jogo das Estrelas NBB: 2010.
- Jogo das Estrelas NBB: 2010.

## Títulos

#### COC/Ribeirão Preto
★ Campeonato Paulista Cadete de Basquete: 2004
★ Campeonato Paulista: 2005

#### Franca
★ Campeonato Paulista: 2006 e 2007

#### São José Basketball
★ Campeonato Paulista: 2009
★ Jogos Regionais: 2009, 2010
★ Jogos Abertos do Interior: 2009
★ Jogos Abertos Brasileiros: 2010

#### Pinheiros
★ Vice-Campeão da Liga Sul-Americana: 2011/12
★ Campeonato Paulista: 2011
★ Vice-Campeão Campeonato Paulista: 2010
★ Vice-Campeão do Torneio Interligas: 2011

#### Flamengo
★ Campeonato Brasileiro: 2015-16, 2018-19
★ Campeonato Carioca: 2016, 2018
★ Copa Super 8 de Basquete: 2018

#### Seleção Brasileira
★ Campeonato Sul-Americano: 2010 

## Ligações Externas
- Torneio de Enterradas